# Ивана Савић
Ивана Савић (Београд, 1986) српска је новинарка, телевизијска водитељка и бивша стјуардеса.

## Биографија
Ивана Савић рођена 1986. године у Београду, где је завршила основну и средњу школу, као и факултет. Водитељску каријеру је започела на Хепи ТВ, водећи јутарњи програм Добро јутро Србијо. Године 2012. ради као водитељка емисије Моја Србија. Наредне године, почиње да води емисију Проводаџија, док од 2014. године води емисију Корени. Пажњу јавности стиче 2015. године, када је почела да води ријалити-шоу Парови. Године 2016. даје отказ на Хепи ТВ и почиње да ради као стјуардеса у Уједињеним Арапским Емиратима. Три године касније, враћа се у Србију, када је родила кћерку. 2021. године, у сарадњи са хуманитарном организацијом Срби за Србе, уређује и води емисију хуманитарног карактера Будимо људи.